# Burnhaupt-le-Bas
Burnhaupt-le-Bas (deutsch Niederburnhaupt) ist ein Dorf und eine Gemeinde mit 1.981 Einwohnern (Stand 1. Januar 2022) im französischen Département Haut-Rhin in der Region Grand Est (bis 2015 Elsass). Die Gemeinde gehört zum Arrondissement Thann-Guebwiller, zum Kanton Masevaux-Niederbruck und zum Gemeindeverband Vallée de la Doller et Soultzbach.

## Geografie
Die Gemeinde Burnhaupt-le-Bas liegt etwa 15 Kilometer südwestlich von Mülhausen, nahe der Burgundischen Pforte. Das Gemeindegebiet wird vom Krebsbach durchquert, der hier noch Spechbach genannt wird. Die Gemeinde ist ein wichtiger Verkehrsknoten im südwestlichen Elsass. Hier treffen die A 36 (Mülhausen – Besançon), die zweistreifig ausgebaute D 83 (nach Colmar) sowie einige Landstraßen aufeinander. Auf dem Gebiet der Gemeinde liegt die Autobahnraststätte Porte d’Alsace.
Nachbargemeinden von Burnhaupt-le-Bas sind Schweighouse-Thann im Norden, Heimsbrunn im Osten, Bernwiller im Südosten, Ammertzwiller im Süden, Gildwiller im Südwesten, Soppe-le-Bas im Westen sowie Burnhaupt-le-Haut im Nordwesten.

## Geschichte
Burnhaupt-le-Bas wurde 823 als Brunhobetun erstmals urkundlich erwähnt.
Die Abtei Masevaux war schon früh im Ort begütert. Bis 1324 gehörte der Ort zur Grafschaft Pfirt und kam dann durch die Heirat der Johanna von Pfirt mit Herzog Albrecht II. von Österreich an Habsburg. Im Westfälischen Frieden 1648 ging der Ort mit dem ganzen elsässischen Besitz der Habsburger an die französische Krone. Bis zur Revolution 1789 war Burnhaupt Hauptort der zur Herrschaft Thann gehörigen Vogtei Burnhaupt. Dem großen Dorfbrand von 1850 fielen 80 Häuser zum Opfer. Von 1871 bis zum Ende des Ersten Weltkrieges gehörte Niederburnhaupt als Teil des Reichslandes Elsaß-Lothringen zum Deutschen Reich und war dem Kreis Thann im Bezirk Oberelsaß zugeordnet.  Im Ersten Weltkrieg erlitt der Ort schwerste Kriegsschäden.

## Bevölkerungsentwicklung
| Jahr      | 1910 | 1962 | 1968 | 1975 | 1982 | 1990 | 1999 | 2007 | 2017 |
| --------- | ---- | ---- | ---- | ---- | ---- | ---- | ---- | ---- | ---- |
| Einwohner | 790  | 759  | 778  | 870  | 894  | 1018 | 1187 | 1512 | 1878 |

## Kultur und Sehenswürdigkeiten
Kirche Saints-Pierre-et-Paul: Nach dem Ersten Weltkrieg neu (1925–27) errichtet. Über der Westfassade erhebt sich eine interessante Turmkomposition (verjüngender Übergang vom Kubus zum Oktogon, dann zum runden Querschnitt). Klassizistischer Doppelsäulenportikus vor dem Westportal. Die Innenausstattung orientiert sich stilistisch frei am Frühklassizismus  des Louis-Seize-Stils („Zopfstils“). Der Kreuzweg im Innern ist eine Deschwanden-Kopie. Fenster von 1928 aus der Werkstatt der Gebrüder Ott in Straßburg. Beachtenswerte Fresken im Chor.
Kapelle Saint-Wendelin: Sie war bereits im 15. Jahrhundert eine vielbesuchte Wallfahrtsstätte. Bis 1914 betreute ein Einsiedler die Kapelle. Die Kapelle wurde im Krieg zerstört und etwas verkleinert wieder aufgebaut.
Burnhaupt-le-Bas war bekannt für seinen Rechenmarkt am Pfingstmontag.

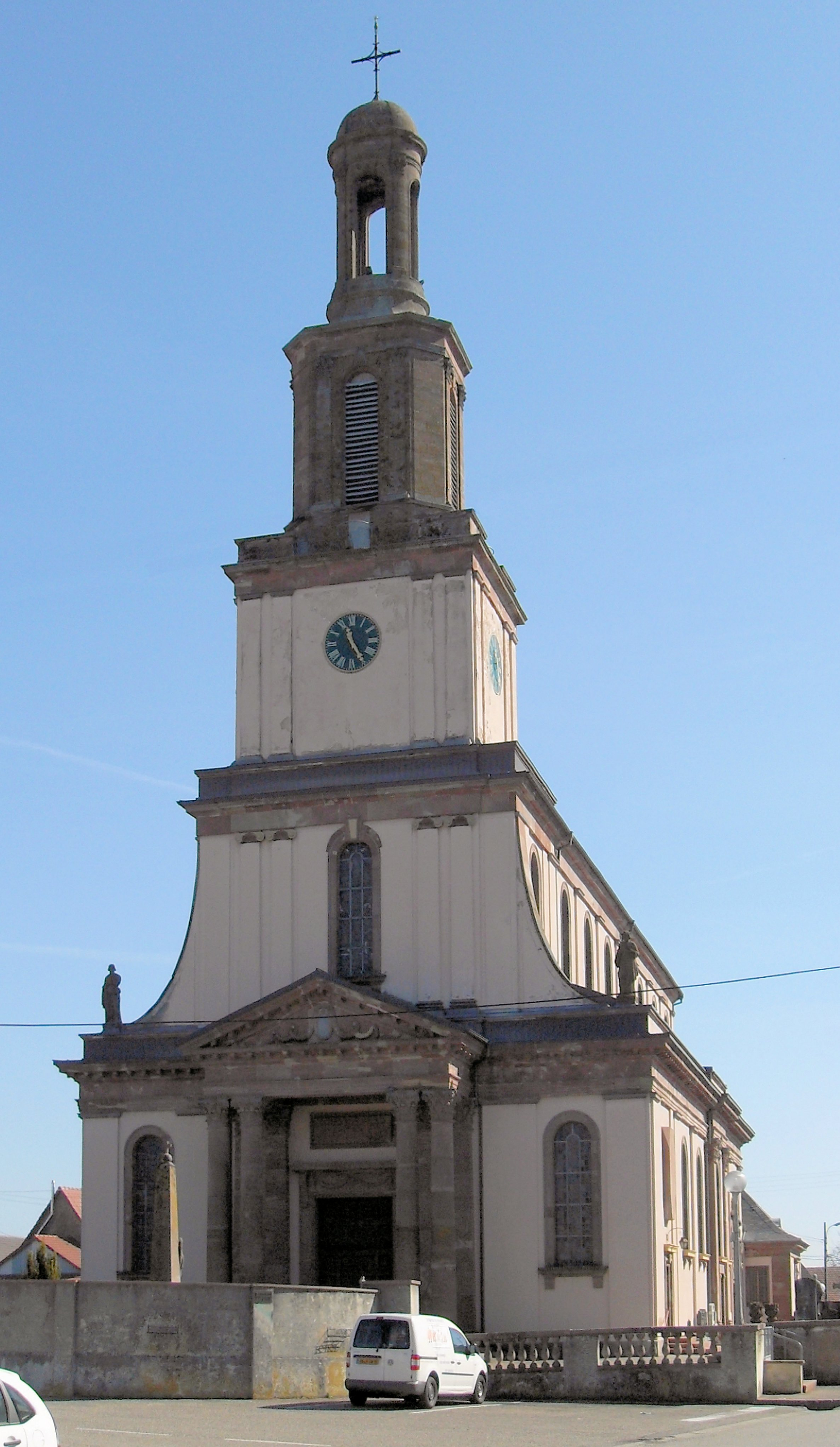
Kirche Saints-Pierre-et-Paul, Westseite
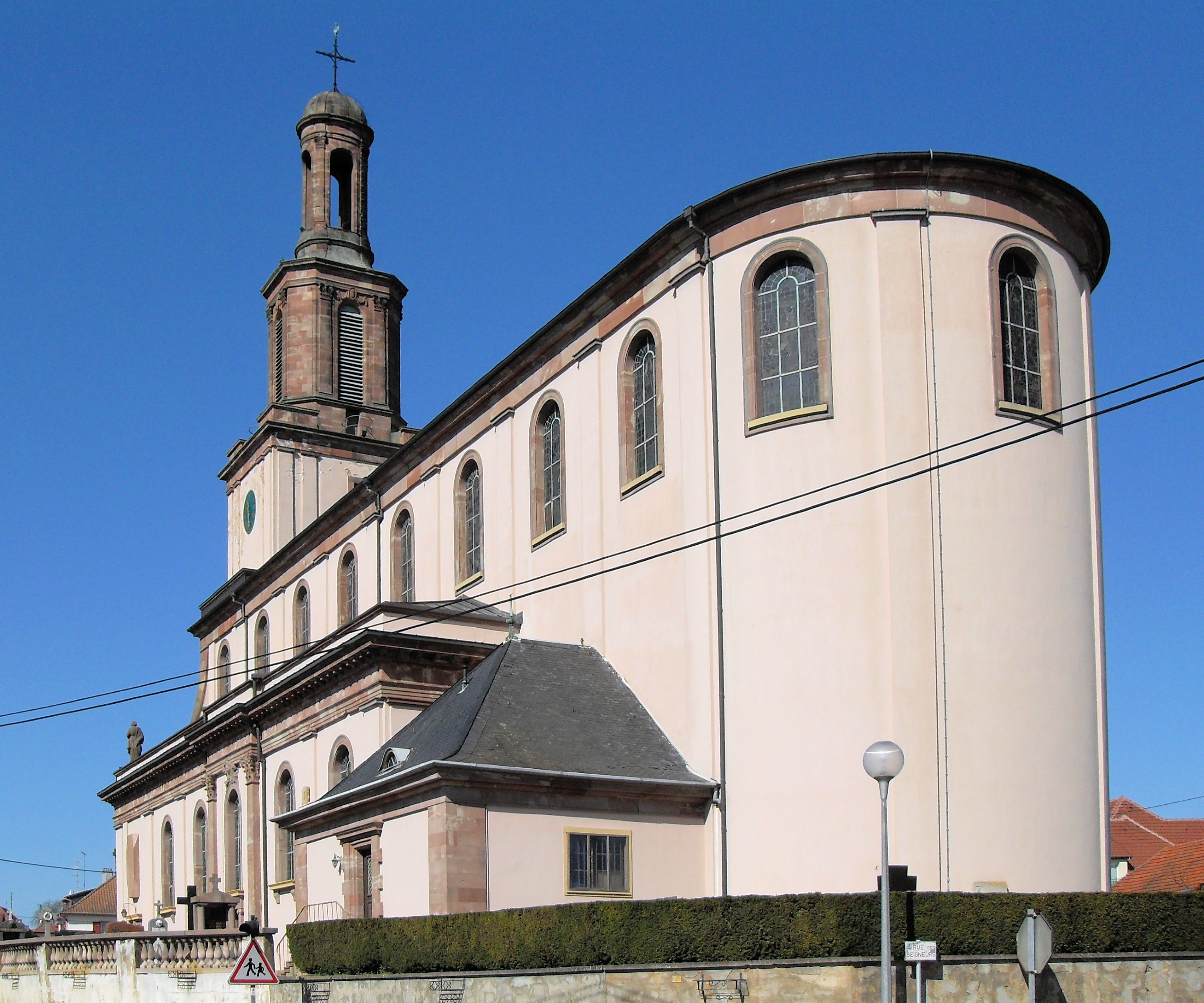
Kirche Saints-Pierre-et-Paul, Südostseite
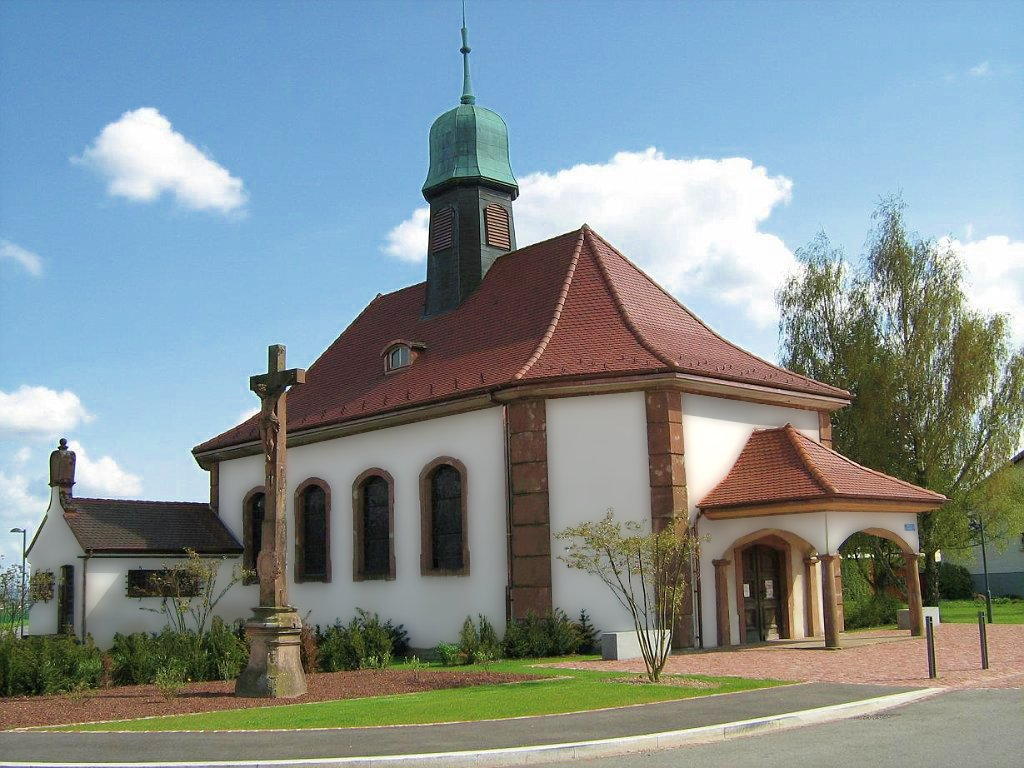
Kapelle Saint-Wendelin

## Nachweise
1. 1 2  Gemeindeverzeichnis Deutschland 1900 – Kreis Thann
2. ↑  POP.CULTURE. Abgerufen am 23. November 2024.
3. ↑  André Munck etc.: Le guide du Sundgau. Hrsg.: Société d'histoire sundgauvienne. 1989, S. 158.